# 倉田葉子
倉田 葉子（くらた ようこ、8月8日 - ）は、日本の女性声優。エーエス企画所属。

## 出演作品

### 吹き替え
- X-MEN（ストーム）※トゥーン・ディズニー版
- スパイダーマン&アメイジング・フレンズ（ストーム）
- インプット -記憶-（ナンシー）
- お願いキャプテン（ボクスン）
- グレイス＆フランキーシーズン3 （ウェンダ）
- クロスファイア
- ケイヴ・フィアー
- ザ・キャッチャー
- セカンドインパクト
- センチュリオン・フォース
- Dr.HOUSE2
- ホワット・イフ...?（ストーム）
- Pain 壊れゆく女
- ユナイテッド93
- ライアー・ボーイ　ウソで乗りきるスクールライフ（ダイアン）
- ライフ with デレク
- ロマンスタウン（ユ・チュンジャク）

### 舞台
- おかしな二人
- 天保十二年のシェークスピア
- 今たしかな星のありかのように
- 帽子屋さんのお茶の会
- 想稿 銀河鉄道の夜